# Ribe (pleme)
Ribe je jedno od plemena naroda Mijikenda (ostala su: Giriama, Kauma,  Chonyi,  Jibana, Kambe,  Rabai, Duruma i Digo) nastanjeno u obalnom području Kenije.  Jezično pripadaju Obalnoj (Istočnoj) grupi Bantua i govore vlastitim dijalektom, srodnom ostalim dijalektima Mijikenda, koji su ovaj kraj nastanili prije nekih 400 godina, živeći od ratarstva. 
Prema tradiciji, plemena Mijikenda su porijeklom iz južne Etiopije, odakle su otišli oko 1530. Svoju pradomovinu nazivaju Shingwaya, nije nikada točno locirana.  

## Vanjske poveznice
- Impressions of Kenya  Arhivirana inačica izvorne stranice od 18. studenoga 2006. (Wayback Machine)